# Vladas Douksas
Vladas Douksas Klimite (Montevidéu, 14 de março de 1933 - Montevidéu, 23 de novembro de 2007) foi um futebolista uruguaio de origem lituana.
É um dos maiores ídolos da história do Independiente, apesar da rápida passagem de 35 partidas, no biênio 1960-61. Chamou a atenção dos dirigentes rojos no Sul-Americano de 1959 do Equador, onde fora campeão - participara também do  Sul-Americano do mesmo ano na Argentina. Chegou juntamente com os compatriotas Alcides Silveira e Tomás Rolán. Vlayo, como era conhecido, foi um dos pilares do título argentino de 1960, que encerrou um jejum de doze anos da equipe de Avellaneda.
Cavalheiro dentro e fora dos gramados, chegou a declarar que dele poderiam ganhar por serem melhores, "mas nunca porque não tive condições de correr". Deixou o Independiente por desacordos contratuais, voltando a seu país para defender o Nacional - onde disputou a final da Taça Libertadores da América de 1964 justamente frente à sua antiga equipe, que acabou vencendo.